# Lysiloma acapulcense
Lysiloma acapulcense, llamado popularmente tepehuaje, es un árbol de la familia Fabaceae.  De hasta 20 m de alto, su corteza es obscura, fisurada, y sus ramas vellosas a glabrescentes. 

Habita desde el norte de México hasta Centroamérica en bosques secos caducifolios y subperennifolios. 

Su madera se usa para construcción rural y como leña para consumo local. Las hojas se utilizan como alimento para ganado. La corteza posee taninos que se pueden usar en el curtido de pieles. Las semillas se usan para combatir amibas, se comen las semillas de 2 o 3 vainas en ayunas durante 2 o 3 días. El follaje y vainas tiernas sirven de alimento al ganado y venados. 